# Dorukhan Toköz
Dorukhan Toköz, född 21 maj 1996, är en turkisk fotbollsspelare som spelar för Trabzonspor. Han representerar även det turkiska landslaget.

## Karriär
I juli 2021 värvades Toköz av Trabzonspor, där han skrev på ett treårskontrakt med option på ytterligare ett år.